# Suramericano de Natación de 2004 - 800 m. Libre Femenino
La prueba de 800 m libre femenino del campeonato sudamericano de natación de 2004 se realizó el 26 de marzo de 2004, el segundo día de competencias del campeonato. En la final, tres nadadoras lograron la marca clasificatoria para los Juegos Olímpicos de Atenas 2004.

## Medallistas
| Evento      | Oro                                | Plata                               | Bronce                             |
| ----------- | ---------------------------------- | ----------------------------------- | ---------------------------------- |
| 800 m libre | Kristel Kobrich · Chile · 8:46.63. | Cecilia Biagioli Argentina 9:01.38. | Paola Duguet · Colombia · 9:02.77. |

## Resultados
| Posición | Carril | Nadador             | Tiempo       |  |
| -------- | ------ | ------------------- | ------------ |  |
| 1        | 4      | Kristel Kobrich     | 8:46.63. MCO |  |
| 2        | 3      | Cecilia Biagioli    | 9:01.38. MCO |  |
| 3        | 6      | Paola Duguet        | 9:02.67. MCO |  |
| 4        | 5      | Nayara Ribeiro      | 9:05.48.     |  |
| 5        | 2      | Daniela Aponte      | 9:21.06.     |  |
| 6        | 7      | Karina Clavo        | 9:21.54.     |  |
| 7        | 8      | Cecilia Von Borries | 9:30.78.     |  |
| 8        | 1      | Isabel Acuña        | 9:36.30.     |  |
|          |        |                     |              |  |
| 9        |        | Yanel Pinto         | 9:38.04.     |  |
| 10       |        | Carla Benavides     | 9:50.03      |  |
| -        |        | Carolina Muñiz      | DES          |  |

MCO: Marca Clasificatoria a Olímpicos.